# Raduń (Zatoń Dolna)
Raduń – osada wsi Zatoń Dolna w Polsce, położona w województwie zachodniopomorskim, w powiecie gryfińskim, w gminie Chojna.
W latach 1975–1998 osada administracyjnie należała do województwa szczecińskiego.

## Zabytki
- park pałacowy, pocz. XIX, nr rej.: A-151 z 18.12.2003.